# Der Mörder wohnt Nr. 21
Der Mörder wohnt Nr. 21 ist ein französischer Film noir aus dem Jahre 1942. Unter der Regie des Debütanten Henri-Georges Clouzot spielte Pierre Fresnay die Hauptrolle des ermittelnden Polizeikommissars. Der Film basiert auf dem gleichnamigen Roman L’Assassin habite au 21 (1939) des Belgiers Stanislas-André Steeman.

## Handlung
Ein Serienmörder beunruhigt die Bürger im Pariser Montmartre-Distrikt. Alle Bluttaten haben eines gemeinsam: Bei den Toten findet sich stets eine Visitenkarte mit dem Namen Durand darauf. Nun hat es – als bereits fünftes Opfer – den dank eines Lottogewinns zu Reichtum gekommenen Clochard Alfred getroffen. Polizeiinspektor Wenceslas Vorobietchik, den alle der Einfachheit zuliebe „Wens“ nennen, kommt in der Angelegenheit nicht so recht weiter. Erst als sich ein kleiner Ganove auffällig benimmt, indem er einige dieser Visitenkarten zeigt, glaubt er eine heiße Spur zu haben. Da diese Visitenkarten in dem Haus Nr. 21, einer kleinen Pension, gefunden wurden, mietet sich dort der Polizeiermittler unter der Tarnung eines Priesters ein. 
In der Pension verkehren ziemlich merkwürdige Gestalten – da sind zum Beispiel der Fakir Lalah-Poor, der Handwerker Collin, der kauzige Dr. Linz sowie die verhinderte Schriftstellerin Mademoiselle Cuq, die noch nie etwas veröffentlicht hat – und der eine oder andere benimmt sich höchst verdächtig. Doch jedes Mal, wenn Wens glaubt, den Täter ermittelt zu haben, schlägt der Mörder wieder zu, und eine weitere Durand-Visitenkarte findet sich am Tatort. Es braucht viel Zeit, bis Kommissar Wens hinter den Clou der Geschichte kommt: Es gibt nicht nur einen Mörder, es gibt gleich derer drei! Jedes Mal, wenn eine Verhaftung ansteht, weil Wens sich sicher glaubt, endlich den Täter gefasst zu haben, schlägt ein anderer des Mörder-Trios erneut zu und verschafft dadurch dem jeweils Verdächtigten ein Alibi.

## Produktionsnotizen
Der Mörder wohnt Nr. 21 feierte seine Uraufführung am  7. August 1942. In Deutschland lief der Film im darauf folgenden Jahr an.
Andrej Andrejew schuf die Filmbauten.
Die Nachwuchsdarsteller Yves Montand und Daniel Gélin absolvierten hier einen ihrer ersten Auftritte vor der Kamera.

## Wissenswertes
Der Mörder wohnt Nr. 21 gilt als frühes Meisterwerk des Thriller-Spezialisten Clouzot (Der Rabe, Lohn der Angst, Die Teuflischen) und zugleich als eine der hervorragenden Produktionen der deutsch-finanzierten Produktionsfirma Continental Films, dessen Chef und graue Eminenz Alfred Greven 1940/41 einige der besten im Land verbliebenen Regisseure Frankreichs für seine Firma gewinnen konnte.

## Kritiken
„Clouzots erster Spielfilm erzählt diese Mordaffäre mit Einfallsreichtum und Humor. Besonders die skurrilen Pensionsgäste werden sorgfältig beobachtet. (…) Verschiedene Kritiker haben den Film politisch interpretiert: „Durand“ steht nach ihrer Meinung für Hitler, der ebenfalls als Aushängeschild für ein Mördersyndikat gedient habe.“

Im Lexikon des Internationalen Films heißt es: „Henri-Georges Clouzots erste Regiearbeit zeigt bereits die faszinierende Fähigkeit, filmisch zu erzählen, eine Dramaturgie zu entwickeln, den Zuschauer zu überlisten und mit der Beherrschung der Spannungselemente in den Bann zu ziehen.“

„Mit … dem mysteriösen Kriminalfilm „Der Mörder wohnt Nr. 21“ gelang dem Regisseur bereits ein inszenatorisches Meisterwerk, exzellent in der Personenführung, spannend im Aufbau.“